# 苏德巍
苏德巍 (英語：David Michael Solomon, 1962年—)是一位美国投资银行家，高盛现任董事长兼首席执行官，苏德巍是其中文名。

## 生平
1962年出生于纽约的一个犹太家庭，在斯卡斯代尔成长，后毕业于汉密尔顿学院。毕业后申请高盛分析师职位被拒。他在1990年代末期认识高盛经理并因此促成他1999年进入高盛，担任杠杆收购部门合伙人。2006年7月至2016年12月任职于投资银行部门，2017年1月至2018年9月担任首席运营官，2018年10月担任高盛首席执行官，2019年1月担任其董事长。此外他还是一名DJ。